# Arsen Anton Ostojić
Arsen Anton Ostojić (Split, 29 de juliol de 1965) és un guionista i director de cinema croat.

## Biografia
El 1990 es va graduar a l'Acadèmia de Cinema i Teatre de la capital croata. Quatre anys més tard va obtenir el seu màster en direcció al Graduate Film Department de la Universitat de Nova York. Als Estats Units va fer les seves primeres pel·lícules, aquestes van ser curtmetratge.
El primer llargmetratge és del 2004: “Ta divna splitska noć”; un blanc/negre que té lloc completament dins dels murs del palau de Dioclecià a Split. Entre els protagonistes, el raper Coolio. La pel·lícula va obtenir els principals premis de cinema croat i en diversos festivals, guanyant l’Arena d’Or al millor director al Festival de Cinema de Pula, 2008, a més va ser guardonat amb el premi Discovery-Fassbinder de l'Acadèmia de Cinema Europeu.
El 2007 va ser el director de la segona unitat de la pel·lícula The Hunting Party, amb Richard Gere i Terrence Howard; el director principal és Richard Shepard. L'obra és una coproducció entre EUA, Bòsnia i Herzegovina i Croàcia.
El seu segon llargmetratge, "Ničiji sin", es va estrenar el 2008. Com l'anterior, va rebre els premis més importants al festival de cinema croat de Pula i va ser escollit per representar el país al Premi Oscar. L'any 2009 la pel·lícula va guanyar el Premi Punt de Trobada a la Seminci de Valladolid.
El 2006 Ostojic va provar la seva mà al teatre. Juntament amb l'actriu Ksenia Prohaska va escriure l'obra en un acte "Billie HolidaY": dirigiria l'esmentada Prohaska, en una producció del Teatre Nacional de Croàcia i U.O. Caravan de Sandro Damiani.
A Arsen Ostojic li agrada ensenyar: ho va provar a Nova York i Salzburg. Des del 2005 és professor de producció cinematogràfica a l'Acadèmia de la Universitat de Zagreb.

## Filmografia
- Ta divna splitska noć (2004)
- Ničiji sin (2008)
- Halimin put (2012)
- Man in the Box (2015), en producció[4][5]
- F20 (2018)